# نمایه‌های اختصاصی آنزیمی پریام
نمایه‌های اختصاصی آنزیمی پریام (انگلیسی: PRIAM enzyme-specific profiles) روشی اتوماتیک برای تعیین آنزیم‌های احتمالی در توالی ساختار اولیه پروتئین است. پریام از ماتریس وزن موقعیت خاص استفاده می‌کند که به‌صورت اتوماتیک برای هر عدد گروه آنزیمی ایجاد می‌شود.